# Elecciones a las Cortes de Aragón de 2003
Las elecciones a las Cortes de Aragón se celebraron el 25 de mayo de 2003. Fueron las sextas elecciones democráticas autonómicas desde el restablecimiento de la democracia.
El vencedor fue Marcelino Iglesias (PSOE), que repite como presidente de Aragón por segunda vez consecutiva con el apoyo de su partido y del Partido Aragonés. Los otros partidos que obtuvieron representación parlamentaria fueron: Partido Popular de Aragón, Chunta Aragonesista e Izquierda Unida de Aragón.
Después de estas elecciones, Chunta Aragonesista se convirtió en la tercera fuerza política de Aragón, pese a ello el Partido de los Socialistas de Aragón prefirió seguir gobernando con el Partido Aragonés.

## Resultados
| ← Elecciones a Cortes de Aragón de 2003→ |                                                    |                    |         |       |         |     |
| Presidente y gobierno | Partido                                            | Candidato          | Votos   | %     | Escaños | +/- |
| - Presidente: Marcelino Iglesias - Gobierno: PSOE-Aragón-PAR - Censo: 1.019.798 - Votantes: 717.457 (70,35%) - Abstención: (29,65%) - Válidos: 712.844 - A candidatura: 697.970 | Partido de los Socialistas de Aragón (PSOE-Aragón) | Marcelino Iglesias | 270.468 | 38,75 | 27      | +4  |
| - Presidente: Marcelino Iglesias - Gobierno: PSOE-Aragón-PAR - Censo: 1.019.798 - Votantes: 717.457 (70,35%) - Abstención: (29,65%) - Válidos: 712.844 - A candidatura: 697.970 | Partido Popular de Aragón (PP)                     | Gustavo Alcalde    | 219.058 | 31,39 | 22      | -6  |
| - Presidente: Marcelino Iglesias - Gobierno: PSOE-Aragón-PAR - Censo: 1.019.798 - Votantes: 717.457 (70,35%) - Abstención: (29,65%) - Válidos: 712.844 - A candidatura: 697.970 | Chunta Aragonesista (CHA)                          | Chesús Bernal      | 97.763  | 14,01 | 9       | +4  |
| - Presidente: Marcelino Iglesias - Gobierno: PSOE-Aragón-PAR - Censo: 1.019.798 - Votantes: 717.457 (70,35%) - Abstención: (29,65%) - Válidos: 712.844 - A candidatura: 697.970 | Partido Aragonés (PAR)                             | José Ángel Biel    | 79.670  | 11,41 | 8       | -2  |
| - Presidente: Marcelino Iglesias - Gobierno: PSOE-Aragón-PAR - Censo: 1.019.798 - Votantes: 717.457 (70,35%) - Abstención: (29,65%) - Válidos: 712.844 - A candidatura: 697.970 | Izquierda Unida de Aragón (IUA)                    | Adolfo Barrena     | 21.795  | 3,12  | 1       | =   |
| - Presidente: Marcelino Iglesias - Gobierno: PSOE-Aragón-PAR - Censo: 1.019.798 - Votantes: 717.457 (70,35%) - Abstención: (29,65%) - Válidos: 712.844 - A candidatura: 697.970 | Los Verdes-SOS Naturaleza (LV-SOS)                 |                    | 4.308   | 0,62  | 0       |     |
| - Presidente: Marcelino Iglesias - Gobierno: PSOE-Aragón-PAR - Censo: 1.019.798 - Votantes: 717.457 (70,35%) - Abstención: (29,65%) - Válidos: 712.844 - A candidatura: 697.970 | Iniciativa Aragonesa (INAR)                        |                    | 1.703   | 0,24  | 0       |     |
| - Presidente: Marcelino Iglesias - Gobierno: PSOE-Aragón-PAR - Censo: 1.019.798 - Votantes: 717.457 (70,35%) - Abstención: (29,65%) - Válidos: 712.844 - A candidatura: 697.970 | Familia y Vida (Fam. y V.)                         |                    | 1.300   | 0,19  | 0       |     |
| - Presidente: Marcelino Iglesias - Gobierno: PSOE-Aragón-PAR - Censo: 1.019.798 - Votantes: 717.457 (70,35%) - Abstención: (29,65%) - Válidos: 712.844 - A candidatura: 697.970 | Centro Democrático y Social (CDS)                  |                    | 1.056   | 0,15  | 0       |     |
| - Presidente: Marcelino Iglesias - Gobierno: PSOE-Aragón-PAR - Censo: 1.019.798 - Votantes: 717.457 (70,35%) - Abstención: (29,65%) - Válidos: 712.844 - A candidatura: 697.970 | Izquierda Republicana (IR)                         |                    | 519     | 0,07  | 0       |     |
| - Presidente: Marcelino Iglesias - Gobierno: PSOE-Aragón-PAR - Censo: 1.019.798 - Votantes: 717.457 (70,35%) - Abstención: (29,65%) - Válidos: 712.844 - A candidatura: 697.970 | Partido Humanista (PH)                             |                    | 330     | 0,05  | 0       |     |
| - Presidente: Marcelino Iglesias - Gobierno: PSOE-Aragón-PAR - Censo: 1.019.798 - Votantes: 717.457 (70,35%) - Abstención: (29,65%) - Válidos: 712.844 - A candidatura: 697.970 | En blanco                                          | N/A                | 14.874  |       | N/A     | N/A |
| - Presidente: Marcelino Iglesias - Gobierno: PSOE-Aragón-PAR - Censo: 1.019.798 - Votantes: 717.457 (70,35%) - Abstención: (29,65%) - Válidos: 712.844 - A candidatura: 697.970 | Nulos                                              | N/A                | 4.613   |       | N/A     | N/A |

## Investidura del Presidente del Gobierno de Aragón
| Candidato                 | Fecha                                                  | Voto       |    |    |   |   |   | Total |
| ------------------------- | ------------------------------------------------------ | ---------- | -- | -- | - | - | - | ----- |
| Marcelino Iglesias (PSOE) | 3 de julio de 2003 Mayoría requerida: Absoluta (34/67) | Sí         | 27 |    |   | 8 |   | 35/67 |
| Marcelino Iglesias (PSOE) | 3 de julio de 2003 Mayoría requerida: Absoluta (34/67) | No         |    | 22 | 9 |   |   | 31/67 |
| Marcelino Iglesias (PSOE) | 3 de julio de 2003 Mayoría requerida: Absoluta (34/67) | Abstención |    |    |   |   | 1 | 1/67  |

## Circunscripciones electorales
Las circunscripciones electorales corresponden a cada una de las tres provincias (datos correspondientes al nuevo Estatuto de Autonomía de Aragón del 23 de abril de 2007) LEY ORGÁNICA 5/2007, de 20 de abril, de reforma del Estatuto de Autonomía de Aragón:
- Huesca - 18 parlamentarios.
- Teruel - 14 parlamentarios.
- Zaragoza - 35 parlamentarios.

Las Cortes de Aragón, según se establezca en la ley electoral, estarán integradas por un número de diputados comprendido entre sesenta y cinco y ochenta, correspondiendo a cada circunscripción electoral un número tal que la cifra de habitantes necesarios para asignar un Diputado a la circunscripción más poblada no supere 2,75 veces la correspondiente a la menos
poblada.